# ホンダ・CBツイスター
CBツイスター（シービーツイスター）は、本田技研工業のインド法人であるホンダ・モーターサイクル・アンド・スクーター・インディア・プライベート・リミテッド（HMSI）が製造販売している自動二輪車である。

## 概要
2010年2月に発売。インド国内で最も競争が激しい100ccクラスをターゲットにする。約4.2万ルピー（デリー価格 約8万円）で、初年度は22万台の販売を見込むインド国内における戦略車。
エンジン2009年に投入されたホンダ・スーパーカブ110に搭載された新世代の単気筒エンジンを搭載。9馬力のエンジンにインド国内の道路事情に合わせた4速マニュアルトランスミッションを組み合わせる。環境性能も同年4月から施行されるインド国内の排出ガス規制（BS-3）に適応するよう配慮される。
外観はビキニカウルを配するなど若年層向けの設定がなされ、ブラジル・ホンダが同国内の市場に投入されているCG150TitanMixなどと同系統のデザインを有する。